# Karaops yumbu
Espèce
Karaops yumbu est une espèce d'araignées aranéomorphes de la famille des Selenopidae.

## Distribution
Cette espèce est endémique du Kimberley en Australie-Occidentale,. Elle se rencontre dans les monts Browns.

## Description
Le mâle holotype mesure 4,82 mm.

## Publication originale
- Crews, 2013 : Thirteen new species of the spider genus Karaops (Araneae: Selenopidae) from Western Australia. Zootaxa, no 3647, p. 443-469.